# GPR44
Рецептор простагландина D2, тип 2 (англ. Prostaglandin D2 receptor 2; PTGDR2), или рецептор, сопряжённый с G-белком, 44 (англ. G Protein-Coupled Receptor 44; GPR44) — белок семейства рецепторов, сопряжённых с G-белком, продукт гена человека PTGDR2. Относится к группе прастагландиновых рецепторов и вместе с PTGDR1 связывается простагландин D2. Активация рецептора простагландином D2 или другими лигандами связана с определёнными физиологическими и патологическими реакциями, преимущественно ассоциированными с аллергией, воспалением и некоторыми заболеваниями человека.

## Ген
Ген PTGDR1 расположен на хромосоме 14 в хромосомном локусе (положение 14q22.1), связанном с развитием астмы и других аллергических нарушений. PTGDR1 состоит из 4 интронов и 5 экзонов, кодирует белок величиной около 44 кДа. В результате альтернативного сплайсинга образуется несколько транскрипционных вариантов.

## Экспрессия
Рецептор экспресирован на нескольких типах клеток, участвующих в опосредовании аллергической и воспалительной реакций. его экспрессируют тучные клетки, базофилы и эозинофилы, Th2-клетки и дендритные клетки, а также эпителиальные клетки дыхательных путей, эндотелиальные сосудистые клетки, продуцирующие слизь бокаловидные клетки назальных путей и толстого кишечника и серозные железы назальных путей. Кроме этого, у мыши белок GPR44 экспрессирован в плаценте и яичках, а мРНК также была обнаружена  некоторых участках мозга.

## Лиганды
PGD2 связывает и активирует рецептор при концентрациях от 0,5 до 1 nM. По потентности активирования рецептора простагландины располагаются в следующем порядке: PGD2>>PGE2>простагландин F2 альфа>PGI2=тробаксан A2, причём PGD2 в 100 раз более сильный активатор рецептора, чем идущий следующим PGE2.

## Механизм клеточной активации
У человека существует 8 простаноидных рецепторов. GPR44 относится к расслабляющим простаноидным рецепторам, которые действуют через активацию Gsα-субъединицы, которая, в свою очередь, повышает клеточный уровень цАМФ и инициирует цАМФ-зависимые сигнальные пути, регулирующие клеточные функции. Активация рецептора также вызывает мобилизацию кальция. С другой стороны, активированный лигандом рецептор GPR44 мобилизует GRK-киназу 2 (BARK1) и аррестин 2 (ARRB1). Эти пути отключают рецептор от G-белков и приводят к его интернализации, что ограничивает время жизни рецептора и, т. обр., вызывают его десенсибилизацию.